# Jeff Clayton

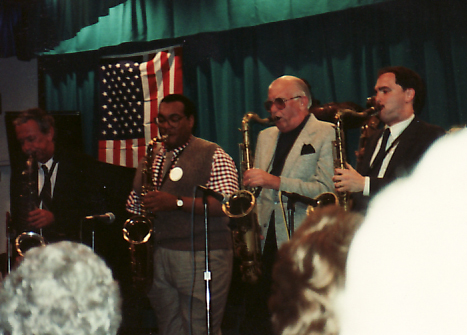
Von links nach rechts: Spike Robinson, Jeff Clayton, Fraser MacPherson, Ken Peplowski. 1989

Jeff Clayton (* 16. Februar 1954 in Los Angeles; † 16. Dezember 2020 ebendort)  war ein US-amerikanischer Jazz-Saxophonist.

## Leben und Wirken
Clayton brach ein Oboe-Studium an der California State University ab, um als Bandmusiker mit Stevie Wonder auf Tournee zu gehen. In der Folgezeit nahm er mit Gladys Knight, Kenny Rogers, Michael Jackson, Patti LaBelle und Madonna auf. Mit seinem Bruder John Clayton gründete er 1977 das Clayton Brothers’ Quartet. Daneben leitete er neben Jeff Hamilton das Clayton-Hamilton Jazz Orchestra.
Er arbeitete mit Frank Sinatra, Sammy Davis junior, Ella Fitzgerald, Woody Herman, Lionel Hampton und Lena Horne und gehörte dem Count Basie Orchestra unter Thad Jones an. Von 1989 bis 1991 gehörte er der Philip Morris Superband an. Er tourte auch mit Gene Harris, Dianne Reeves, Joe Cocker, B. B. King und Ray Charles. Seite Ende der 2000er-Jahre trat er auch mit der Formation The Clayton Brothers auf, zu der sein Bruder John und sein Neffe Gerald Clayton (Piano) gehören. Clayton starb Ende 2020 an den Folgen einer Krebserkrankung.

## Diskographische Hinweise
- Boogie-Down, Ernestine Anderson und das Clayton-Hamilton Jazz Orchestra, 1989
- Groove Shop, Clayton-Hamilton Jazz Orchestra (George Bohanon, Oscar Brashear, Bobby Bryant, Lee Callet, Jeff Clayton, John Clayton, Bill Green, Thurman Green, Jeff Hamilton, Bob Hardaway, Clay Jenkins, Michael Lang, Doug MacDonald, Herb Mickman, Ira Nepus, Maurice Spears, Rickey Woodard, Snooky Young), 1989
- Heart and Soul, Clayton-Hamilton Jazz Orchestra, 1991
- Music, Clayton Brothers (John Clayton, Jeff Clayton, Bill Cunliffe, Jeff Hamilton), 1991
- Absolutely, Clayton-Hamilton Jazz Orchestra, 1995
- Expressions, Clayton Brothers (John Clayton, Jeff Clayton, Bill Cunliffe, Herlin Riley), 1997
- Explosive!, Milt Jackson und das Clayton-Hamilton Jazz Orchestra, 1999
- Siblingity, Clayton Brothers (John Clayton, Jeff Clayton, Bill Cunliffe, Jeff Hamilton, Terell Stafford), 2000
- Back in the Swing of Things, Clayton Brothers, 2005
- Christmas Songs, Diana Krall und das Clayton-Hamilton Jazz Orchestra, 2005